# Sandra Pietschmann
Sandra Pietschmann (* 26. Juli 1970 in Hechingen als Sandra Weller) ist eine deutsche Politikerin (parteilos) und seit dem 1. November 2020 Bürgermeisterin der nordrhein-westfälischen Kreisstadt Mettmann.

## Leben und Werdegang
Nach dem Abitur absolvierte Pietschmann 1992 eine Ausbildung zur Bankkauffrau und arbeitete in verschiedenen Positionen für die Deutsche Bank. Seit 2004 ist sie für den Sportverein „Mettmann-Sport“ tätig, seit 2008 als Geschäftsführerin. Seit 2006 ist sie zudem Sportfachwirtin.
Bei den Kommunalwahlen 2020 wurde Pietschmann von CDU und SPD als Kandidatin für das Amt der Bürgermeisterin von Mettmann nominiert. In einer Stichwahl am 27. September 2020 gewann sie gegen den parteilosen Amtsinhaber Thomas Dinkelmann mit 57,7 % der Stimmen. Sie trat ihr Amt am 1. November 2020 an.
Pietschmann ist verheiratet, hat drei Kinder und lebt in Ratingen.